# Villa Schliz (Hohe Straße)

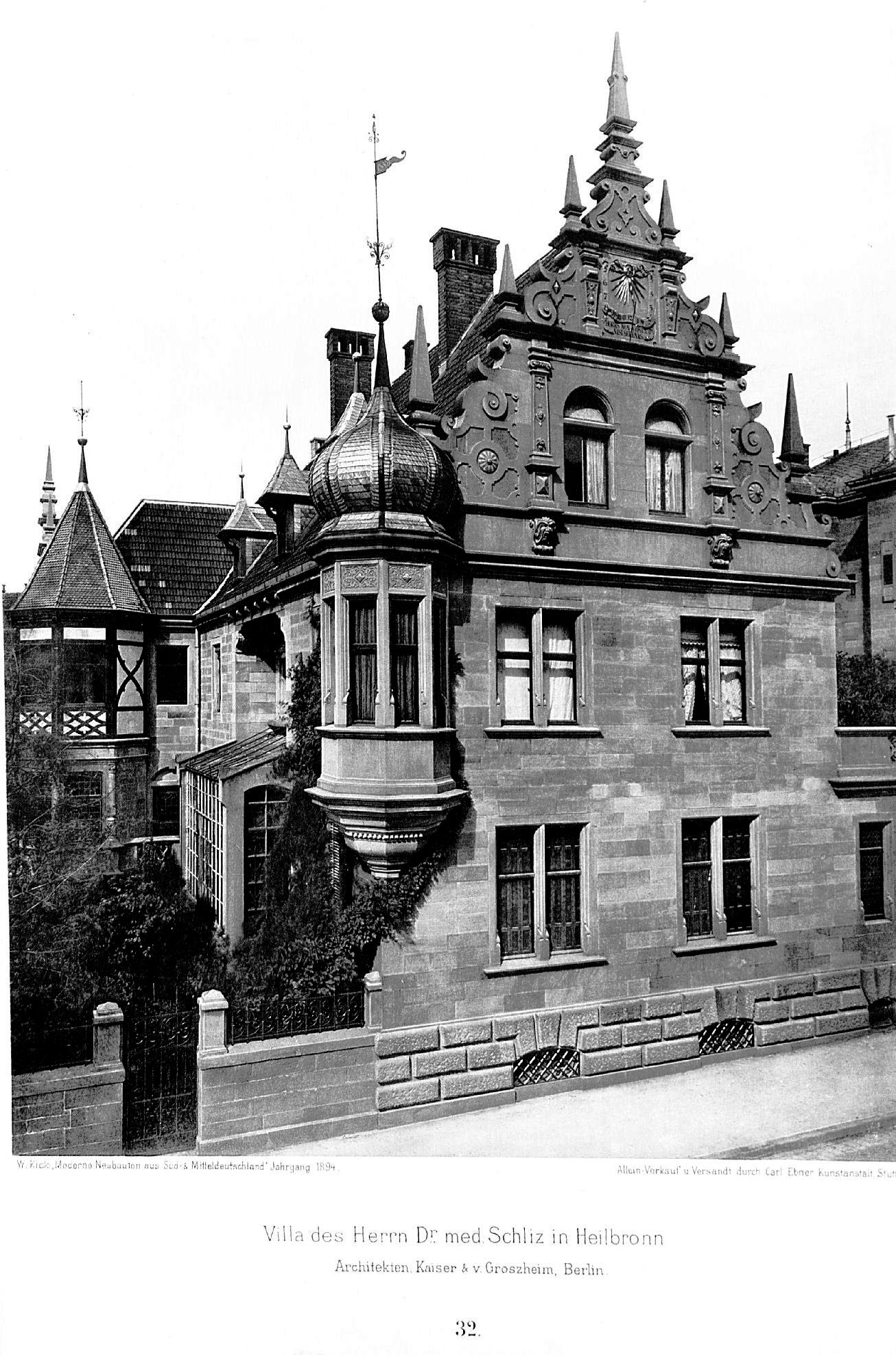
Villa Schliz in Heilbronn, Foto von 1894

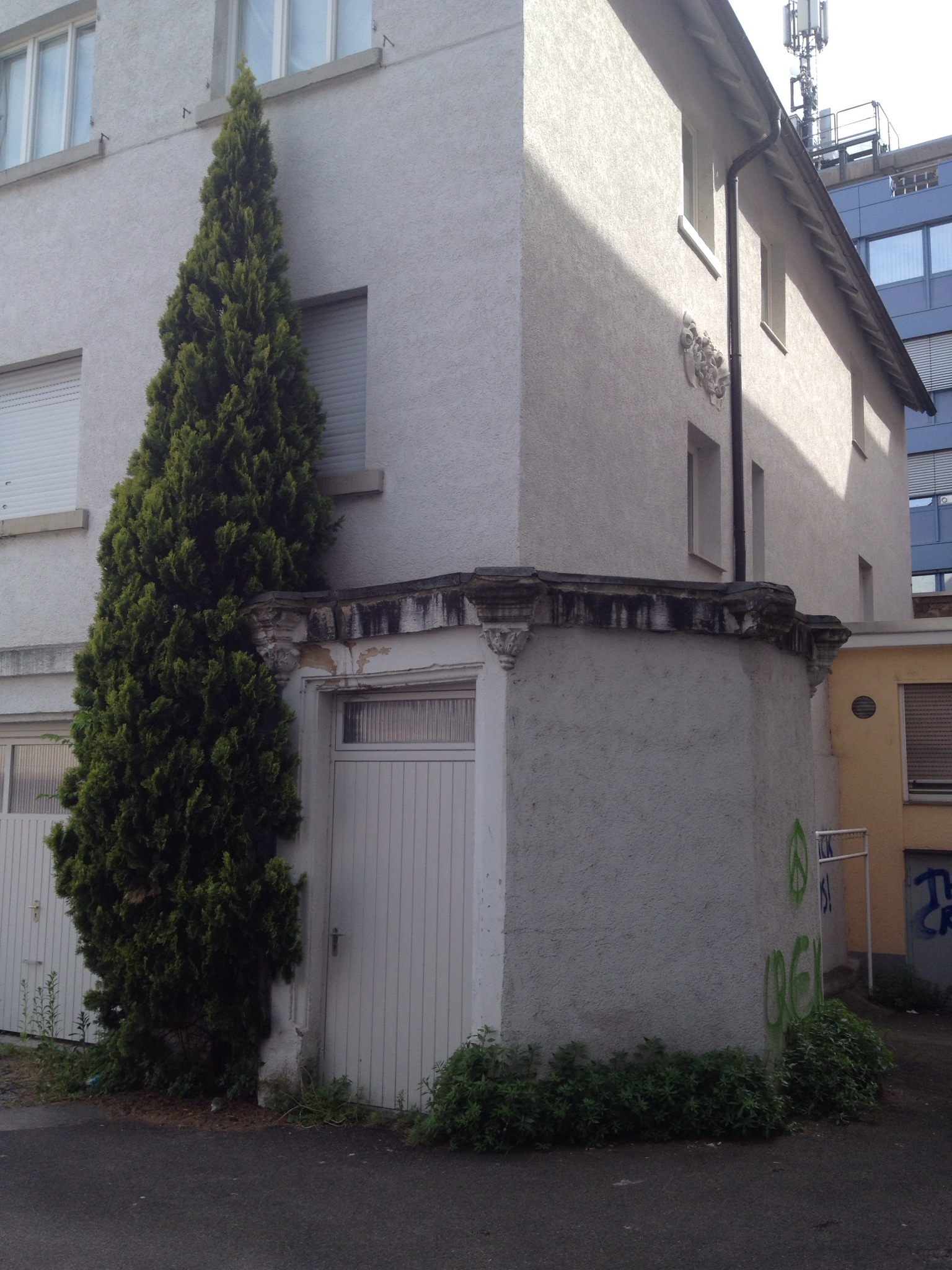
Reste der Villa Schliz in der Siebeneichgasse in Heilbronn

Die Villa Schliz war ein großbürgerliches Wohnhaus in Heilbronn. Es lag an der Hohen Straße. Nach schweren Kriegsschäden wurden wenige bauliche Überreste des Hauses in einen veränderten, modernen Wiederaufbau in der Siebeneichgasse 12 einbezogen.

## Beschreibung
Das Haus wurde 1885 als Stadthaus für den Arzt Alfred Schliz nach Entwürfen der prominenten Berliner Architekten Heinrich Kayser und Karl von Großheim errichtet. Die historistische Architektur zeigt Stilmerkmale der süddeutschen Renaissance. Die Straßenfassade in Werkstein war im Grundzug symmetrisch und streng axial gegliedert, wurde aber stark geprägt durch den seitlichen polygonalen Eckerker mit Zwiebelhaube. Die zum Gartenhof gewandte Seitenfassade war mit verschiedenen Architekturelementen unregelmäßig und pittoresk gestaltet, im Obergeschoss waren an dieser Seite auch Wandteile in Fachwerk gehalten.
Bauherr Schliz ließ 1901 auf dem Lerchenberg östlich der Stadt (in der heutigen Alexanderstraße 53) noch eine weitere Villa als Sommerhaus errichten.
Die Stadtvilla an der Hohen Straße wurde im Zweiten Weltkrieg größtenteils zerstört. Die Hohe Straße, zu der hin das Gebäude ursprünglich orientiert war, ist durch die Gestaltung der heutigen Umgebung des Wollhausplatzes in der Straße Am Wollhaus aufgegangen. Reste der alten Bausubstanz wie ein polygonaler Eckturm und ein in die Fassade eingelassenes Schmuckelement sind in dem zur Siebeneichgasse hin orientierten Nachkriegsbau erhalten. Direkt an dieses Gebäude schließt sich links mit dem Mauerrest des Klaraklosters ein weiteres bauliches Relikt der Vorkriegszeit an.

## Galerie

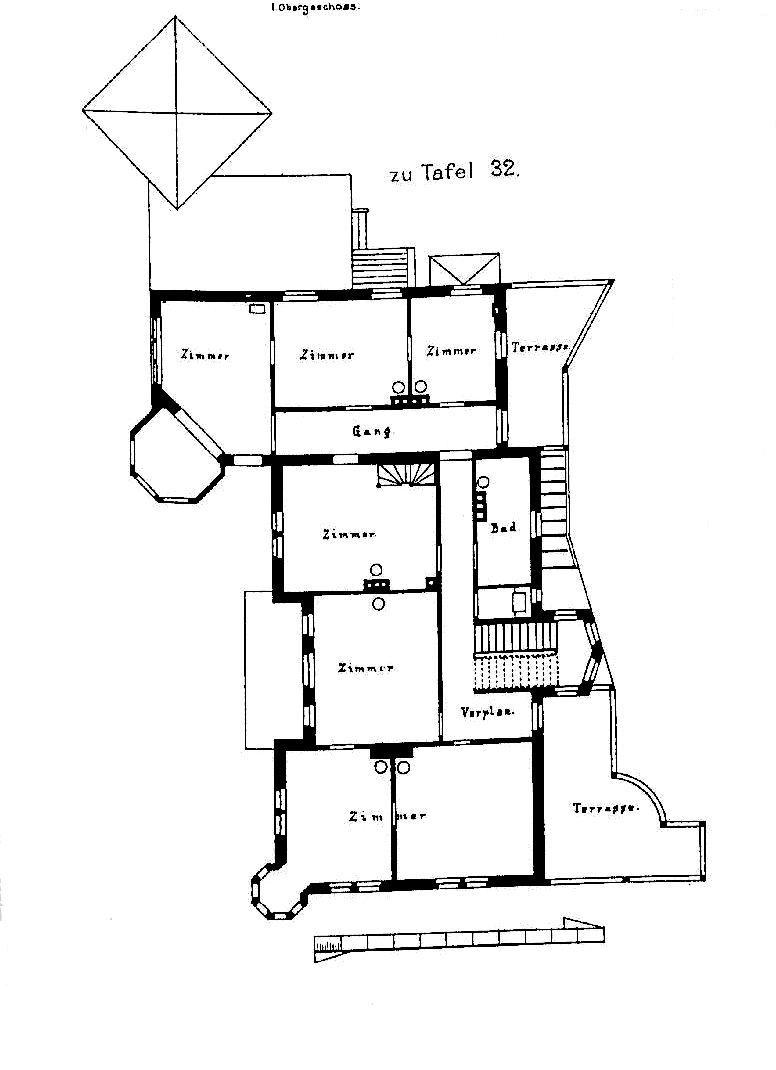
Grundriss des Obergeschosses
Haustür mit schmiedeeisernem Gitter, ausgeführt von der Kunstschmiedewerkstatt August Stotz und Söhne